# Helmut Zibrowius
Helmut Zibrowius est un biologiste marin français, attaché à la station Marine d'Endoume, spécialisé notamment dans les scléractiniaires.

## Biographie

### Formation
Helmut Zibrowius a soutenu sa thèse intitulée « Les Scléractiniaires de la Méditerranée et de l'Atlantique nord-oriental » en 1976 à l'Université d'Aix-Marseille. Elle a été remaniée pour être publiée en 1980 en tant qu'ouvrage en 3 volumes dans le cadre des Mémoires de l'Institut océanographique de Monaco. Cette thèse est reconnue pour sa contribution à la biologie, l'écologie et la systématique des coraux tout comme dans le domaine des paléocommunautés profondes de la Méditerranée,, et elle est considérée comme l'œuvre principale de Zibrowius dans le domaine de la biologie marine.

## Travaux
Les travaux d'Helmut Zibrowius ont considérablement enrichi la recherche taxonomique sur les coraux d'eau froide, en particulier dans les régions de l'Atlantique Nord et de la Méditerranée. Ses études ont permis de mieux comprendre la distribution spatio-temporelle et la biogéographie de ces coraux, inspirant ainsi de nombreuses recherches ultérieures dans ce domaine. Par exemple, son étude de 1981 utilisant le submersible Cyana a fourni des informations paléoécologiques précieuses sur les coraux d'eau froide dans la fosse hellénique, en examinant des échantillons subfossilisés de benthos encroûtant des fonds durs patinés.
Ses contributions ont également aidé à documenter la présence de coraux d'eau profonde dans des régions spécifiques comme la mer Rouge pendant le Pléistocene tardif, avant l'extinction supposée de la biote marine dans cette zone. De plus, ses recherches ont mis en lumière les dynamiques de biodiversité et les adaptations écologiques des coraux, en étudiant par exemple les variations morphologiques des coraux scléractiniens dans différentes régions géographiques.

### Principales publications
Références principales des nouvelles espèces décrites :
- Cairns, S.D., & Zibrowius, H. 1997. Cnidaria Anthozoa: azooxanthellate Scleractinia from the Philippine and Indonesian regions. Mémoires du Muséum national d’Histoire naturelle 16(172): 27–243 [lire en ligne (page consultée le 26 février 2025)].
- Zibrowius, H. 1981. Associations of Hydrocorallia Stylasterina with gall-inhabiting Copepoda Siphonostomatoidea from the south-west Pacific. Part I. On the stylasterine hosts, including two new species, Stylaster papuensis and Crypthelia cryptotrema. Bijdragen tot de Dierkunde, 51 (2): 268-286 51(2): 268–286 [lire en ligne (page consultée le 26 février 2025)].
- Zibrowius, H., & Cairns, S.D. 1992. Revision of the northeast Atlantic and Mediterranean Stylasteridae (Cnidaria : Hydrozoa). Éditions du Muséum, Paris, France [lire en ligne (page consultée le 26 février 2025)].

Liste non exhaustive, publications majeures et récentes :
- Cairns, S.D., & Zibrowius, H. 2016. Two new species of Flabellum (Scleractinia: Flabellidae) from the Southwest Indian Ocean. Proceedings of the Biological Society of Washington 129(1): 157–163. Biological Society of Washington
- Chevaldonné, P., De Grave, S., Pretus, J.L., Macpherson, E., Vacelet, J., Zibrowius, H., & Goujard, A. 2023. Deep-sea fauna at a former red-mud disposal site (Cassidaigne Canyon, NW Mediterranean). Mar. Biodivers. 53(6): 79. doi:10.1007/s12526-023-01386-5.
- Fiché, R., Vacelet, J., & Zibrowius, H. (n.d.). Peuplement de la grotte sous-marine de l’île de Bagaud (parc national de Port-Cros, France, Méditerranée) [lire en ligne (page consultée le 25 février 2025)].
- Harmelin, J.G., Bitar, G., & Zibrowius, H. 2016. High xenodiversity versus low native diversity in the south-eastern Mediterranean: bryozoans from the coastal zone of Lebanon. Mediterranean Marine Science 17(2): 417–439 [lire en ligne (page consultée le 25 février 2025)].
- Moissette, P., Cornée, J., Quillévéré, F., Zibrowius, H., Koskeridou, E., & López‐otálvaro, G. 2017a. Pleistocene (Calabrian) deep‐water corals and associated biodiversity in the eastern Mediterranean (Karpathos Island, Greece). J Quaternary Science 32(7): 923–933. doi:10.1002/jqs.2966.
- Moissette, P., Cornée, J.J., Quillévéré, F., Zibrowius, H., & Koskeridou, E. 2017b. López-otálvaro G emperatriz. Pleistocene (Calabrian) deep-water corals and associated biodiversity in the eastern Mediterranean (Karpathos Island, Greece). J Quat Sci 32(7): 923–33.
- Sartoretto, S., & Zibrowius, H. 2018. Note on new records of living Scleractinia and Gorgonaria between 1700 and 2200 m depth in the western Mediterranean Sea. Mar Biodiv 48(1): 689–694. doi:10.1007/s12526-017-0829-6.
- Schuhmacher, H., & Zibrowius, H. 1985. What is hermatypic?: A redefinition of ecological groups in corals and other organisms. Coral Reefs 4(1): 1–9. doi:10.1007/BF00302198.
- Taviani, M., López Correa, M., Zibrowius, H., Montagna, P., McCulloch, M., & Ligi, M. 2007. Last glacial deep-water corals from the Red Sea. Bulletin of Marine Science 81(3): 361–370.
- Vacelet, J., James, B., & Zibrowius, H. 2018. New records of the hypercalcified sponge Plectroninia (Calcarea, Minchinellidae) in the Recent deep ocean. Alcheringa 42(2): 311–318. Taylor & Francis. doi:10.1080/03115518.2017.1395075.
- Vertino, A., Zibrowius, H., Rocca, M., & Taviani, M. 2010. Fossil Coralliidae in the Mediterranean basin. In Proceedings of the international workshop on red coral science, management, and trade: lessons from the mediterranean. NOAA Technical Memorandum, Silver Spring, MD, USA. pp. 94–98 [lire en ligne (page consultée le 26 février 2025)].
- Zibrowius, H. 1988. Mise au point sur les Scléractiniaires comme indicateurs de profondeur (Cnidaria : Anthozoa). Géologie Méditerranéenne 15(1): 27–47. Persée - Portail des revues scientifiques en SHS. doi:10.3406/geolm.1988.1393.
- Zibrowius, H., Wirtz, P., Nunes, F.L., Hoeksema, B.W., & Benzoni, F. 2017. Shallow-water scleractinian corals of Ascension Island, central South Atlantic. Journal of the Marine Biological Association of the United Kingdom 97(4): 713–725. Cambridge University Press [lire en ligne (page consultée le 26 février 2025)].
- Zibrowius, H.A. 1980. Les Scléractiniaires de la Méditerranée et de l’Atlantique nord-oriental. Musée océanographique. Monaco, Monaco, Montecarlo [lire en ligne (page consultée le 26 février 2025)].

Une liste des publications jusqu'à 2014 est en ligne sur le site de l'auteur.

### Espèces nommées par H. Zibrowius[10]
Ordre des Scleratinia
- Caryophylliidae
  - Caryophyllia cornulum Cairns & Zibrowius, 1997
  - Caryophyllia crosnieri Cairns & Zibrowius, 1997
  - Caryophyllia foresti Zibrowius, 1980
  - Caryophyllia karubarica Cairns & Zibrowius, 1997
  - Caryophyllia octonaria Cairns & Zibrowius, 1997
  - Caryophyllia sarsiae Zibrowius 1974
  - Caryophyllia secta Cairns & Zibrowius, 1997
  - Caryophyllia unicristata Cairns & Zibrowius, 1997
  - Caryophyllia valdiviae Zibrowius & Gili, 1990
  - Deltocyathus philippinensis Caims & Zibrowius, 1997
  - Deltocyathus stella Caims & Zibrowius, 1997
  - Ericiocyathus echinatus Cairns & Zibrowius, 1997
  - Rhizosmilia elata Cairns & Zibrowius, 1997
  - Stephanocyathus regius Cairns & Zibrowius, 1997
  - Sympodangia albatrossi Cairns & Zibrowius, 1997
  - Trochocyathus apertus Cairns & Zibrowius, 1997
  - Trochocyahus brevispina Cairns & Zibrowius, 1997
  - Trochocyathus discus Cairns & Zibrowius, 1997
  - Trochocyathus longispina Caims & Zibrowius, 1997
  - Trochocyathus mediterraneus Zibrowius, 1980
  - Trochocyathus spinosocostatus Zibrowius, 1980

- Dendrophylliidae
  - Balanophyllia crassiseptum Cairns & Zibrowius, 1997
  - Balanophyllia generatrix Cairns & Zibrowius, 1997
  - Balanophyllia serrata Cairns & Zibrowius, 1997
  - Balanophyllia thalassae Zibrowius, 1980
  - Dendrophyllia laboreli Zibrowius & Brito, 1984

- Flabellidae
  - Javania pseudoalabastra Zibrowius, 1974
  - Truncatoflabellum angustum Cairns & Zibrowius, 1997

- Oculinidae
  - Madrepora minutiseptum Cairns & Zibrowius, 1997

- Pocilloporidae
  - Madracis profunda Zibrowius, 1980

- Turbinoliidae
  - Tropidocyathus labidus Cairns & Zibrowius, 1997

Ordre des Filifera
- Stylasteridae
  - Crypthelia cryptotrema Zibrowius, 1981
  - Crypthelia medioatlantica Zibrowius & Cairns, 1992
  - Crypthelia vascomarquesi Zibrowius & Cairns, 1992
  - Pliobothrus gracilis Zibrowius & Cairns, 1992
  - Stylaster antillarum Zibrowius & Cairns, 1982
  - S. erubescens groenlandicus Zibrowius & Cairns, 1992
  - S. erubescens britannicus Zibrowius & Cairns, 1992
  - S. erubescens meteorensis Zibrowius & Cairns, 1992
  - Stylaster ibericus Zibrowius & Cairns, 1992
  - Stylaster maroccanus Zibrowius & Cairns, 1992
  - Stylaster papuensis Zibrowius, 1981

## Hommages
Taxons nommés en son honneur :
Genres :
- Zibrowia Grygier, 1985[12]
- Zibrowius Sinniger, Ocaña & Baco, 2013

Espèces :
- Bathyvermilia zibrowiusi Kupriyanova, 1993
- Cirolana zibrowiusi Castelló, 2017